# Émile Albrecht
Émile Albrecht (1897-11 de febrero de 1927) fue un deportista suizo que compitió en remo.
Participó en los Juegos Olímpicos de París 1924, obteniendo dos medallas, oro en la prueba de cuatro con timonel y bronce en cuatro sin timonel. Ganó tres medallas de oro en el Campeonato Europeo de Remo, en los años 1921 y 1923.

## Palmarés internacional
| Juegos Olímpicos   | Juegos Olímpicos         | Juegos Olímpicos  | Juegos Olímpicos   |
| Año                | Lugar                    | Medalla           | Prueba             |
| ------------------ | ------------------------ | ----------------- | ------------------ |
| 1924               | París (Francia)          | Medalla de oro    | Cuatro con timonel |
| 1924               | París (Francia)          | Medalla de bronce | Cuatro sin timonel |
| Campeonato Europeo |                          |                   |                    |
| Año                | Lugar                    | Medalla           | Prueba             |
| 1921               | Ámsterdam (Países Bajos) | Medalla de oro    | Cuatro con timonel |
| 1921               | Ámsterdam (Países Bajos) | Medalla de oro    | Ocho con timonel   |
| 1923               | Como (Italia)            | Medalla de oro    | Cuatro con timonel |